# Heinz Bonn
Heinz Bonn (* 27. Januar 1947 in Siegen; † 28. November 1991 in Hannover) war ein deutscher Fußballspieler.

## Karriere
Nachdem er zunächst in seinem Heimatort Niederschelden die Jugendmannschaften des SuS Niederschelden/Gosenbach durchlaufen hatte, wechselte er noch als Jugendspieler zum Lokalrivalen Sportfreunde Siegen. Von dort veränderte er sich in die Regionalliga West zum Wuppertaler SV und spielte 1970 beim Hamburger SV in der Fußball-Bundesliga. Heinz Bonn erhielt in Hamburg wegen seines kampfbetonten Spiels den Beinamen „Eisenfuß“. Er musste sich mit einer schwerwiegenden Knieverletzung abfinden, wegen der er es als Abwehrspieler in drei Bundesliga-Spielzeiten beim HSV lediglich auf 13 Einsätze brachte. Die Verletzung, die er sich 1971 zuzog und die eine viereinhalb Monate lange Pause nach sich zog, brachte ihm den Spitznamen „Meniskus-Heinz“ ein. 1973 wechselte er aus Hamburg zu Arminia Bielefeld.
Bonn war Frührentner. Als er am 5. Dezember 1991 in seinem Appartement in Hannover-Linden tot aufgefunden wurde, war er nach polizeitechnischen Ermittlungen schon eine Woche zuvor von einem Prostituierten ermordet worden. Die Leiche wies mehrere Messerstiche auf. Einige deutsche Medien, darunter Der Spiegel (in einem Artikel vom 29. Oktober 2004), bezeichnen Heinz Bonn mittlerweile als den ersten Bundesliga-Spieler, dessen Homosexualität bekannt geworden sei.